# شفيق الوزان
شفيق أديب الوزان، (1925 - 1999). محام وسياسي لبناني شغل منصب رئيس وزراء لبنان بين 1980 و1984. وشهدت فترة تولّيه رئاسة الوزراء الاجتياح الإسرائيلي للبنان عام 1982 وتوقيع معاهدة 17 أيار مع إسرائيل التي ألغيت ولم تنفذ، وفي عهده غادرت قوات منظمة التحرير الفلسطينية لبيروت.

## حياته
ولد شفيق أديب الوزان في حي البسطة التحتا -بيروت سنة 1925م وتلقى علومه الدراسية في مدرسة الحرج إحدى مدارس المقاصد الخيرية الإسلامية في بيروت، ثم درس الحقوق في الجامعة اليسوعية ونال شهادتها سنة 1947م.
متزوج من السيدة وجيهة شريف إدريس، وله منها الدكتور وسيم الوزان الطبيب الجراح، واختصاصية التغذية الدكتورة سوسن الوزان. .

## دوره السياسي
ابتدأ دوره السياسي مبكرًا، فقد ساهم في تأسيس حزب الهيئة الوطنية. وكان عضوًا وأمينًا للسر في المجلس الإسلامي عام 1954. انتخب أمينًا للسر في مؤتمر الأحزاب والشخصيات الوطنية لمحاربة الأحلاف الأجنبية 1956-1958 في مواجهة حلف بغداد. وتولى المناصب الحكومية التالية:

### رئيسًا للوزراء
تولى رئاسة الوزراء في فترتين متتاليتين:
1. من 25/10/1980 إلى 07/10/1982 في عهد الرئيس الياس سركيس.
2. من 07/10/1982 إلى 30/04/1984 في عهد الرئيس أمين الجميل.

وشهدت فترة توليه رئاسة الوزراء الاجتياح الإسرائيلي للبنان عام 1982 ومغادرة قوات منظمة التحرير الفلسطينية لبيروت. كان الوزان في طليعة مودعيها. تعرّض لانتقاد بعد توقيع لبنان معاهدة 17 آيار مع إسرائيل التي ما لبثت أن ألغيت بعد مظاهرات شعبية وضربات عسكرية قامت بها الميليشيات المناوءة للرئيس أمين الجميل. قدم بعدها الوزان استقالته. لم يلعب بعدها دورا سياسيا يذكر. تعرّض لمحاولة اغتيال في ديسمبر 1991.

### وزيرًا
1. وزير البريد والبرق والهاتف- وزير العدل للفترة من 15/01/1969 - 25/11/1969 في حكومة رشيد كرامي في عهد الرئيس شارل حلو
2. وزير الداخلية: 25/10/1980 - 07/10/1982 في حكومته في عهد الرئيس الياس سركيس
3. وزير الداخلية: 07/10/1982 - 30/04/1984 في حكومته في عهد الرئيس امين الجميل

### نائباً عن بيروت
أصبح نائباً في مجلس النواب اللبناني لدورة واحدة في الدور التشريعي الثاني عشر من 1968 إلى 1972.

## وفاته
توفي في 8 يوليو - تموز سنة 1999، بعد معاناة مع مرض السرطان. واعتبره رئيس الجمهورية -في حينها- إميل لحود من «كبار رجال الوطن». ونعاه رئيس الحكومة سليم الحص واصفًا إياه بـ «أحد القادة اللبنانيين البارزين».
وأصدرت الأمانة العامة في مجلس الوزراء اللبناني آنذاك مذكرة أعلنت فيها الحداد الرسمي لمدة ثلاثة أيام، نكّست خلالها الاعلام حدادًا اعتبارًا من يوم وفاته على الدوائر الرسمية كلها، وعدّلت البرامج العادية في محطات الإذاعة والتلفزيون بما يتوافق مع المناسبة، وأقيم له مأتم رسمي ظهر يوم الجمعة 9 يوليو 1999، في جامع البسطة التحتا، ووري الثرى في جبانة الباشورة.

## روابط خارجية
- شفيق الوزان على موقع مونزينجر (الألمانية)